# Eleições legislativas na Grécia em maio de 2012
As eleições legislativas gregas de 2012 foram realizadas em 6 de Maio. Nas Eleições anteriores, em 2009, o vencedor foi o Partido do Movimento Socialista Pan-helénico.

## Procedimentos
A lei exige que a votação comece tradicionalmente com o amanhecer, e termine ao anoitecer. A votação começa às 7 horas e termina às 19 horas. Após as 19 horas é permitido que os meios de comunicação publiquem as suas sondagens.

## Resultados
As sondagem realizadas à boca da urna mostraram com uma margem de erro de 0,5%, a vitória da Nova Democracia com 18%-19% dos votos, preenchendo assim 109 assentos (incluindo o bônus de 50 assentos por ter sido o partido mais votado), precedido pela Coligação de Esquerda SYRIZA  com 16,3% dos votos e 50 Assentos, e PASOK com 13,6% dos votos e 42 Assentos. XA recolheu uma estimativa entre 6% e 8% dos votos; KKE entre 7,5% e 9,5%.

## Formação do governo
Na segunda-feira 7 de maio de 2012, o presidente da Grécia, Károlos Papúlias solicitou a Antonis Samaras, líder da Nova Democracia (ND), que formasse um governo em um prazo de 3 dias, por ser o partido político que obteve a maioria relativa (108 lugares e 18,85% dos votos). No final do dia, Samaras anunciou que não conseguiu formar um governo de coalização que tivesse a maioria parlamentarista absoluta.
O líder da SYRIZA, Alexis Tsipras recebeu na terça-feira 8 de maio uma solicitação do presidente Papúlias para formar o novo governo, tendo ficado em segunda posição (52 assentos e 16,78% dos votos) Tsipras se reuniu com líderes da ANEL, PASOK e ND, mas não conseguiu o apoio necessário para um governo de coalizão.

## Sondagens de Opinião
Sondagens feitas desde 2009 mostram um acentuado declínio no apoio aos dois principais partidos: PASOK e Nova Democracia, especialmente o partido do PASOK, que tinha governado com maioria absoluta até 2011. As pesquisas demostraram diminuição de votos no LAOS ,e acentuando expectativas mais elevadas nos partidos minoritários da esquerda e direita. A pesquisa VPRC de Janeiro em 2012, que colocou o PASOK em quinto lugar, mostrou pela primeira vez e em 30 anos, quebra acentuada de poder eleitoral.
Entretanto, em Abril de 2012 PASOK retomou o segundo lugar nas pesquisas. Aurora Dourada, um partido de extrema-direita,  pela primeira vez consegui obter eleitorado proveniente do partido LAOS,o qual demonstrou apoio ao governo de coligação, e paralelamente ao memorando da Troika.
 De acordo com a lei eleitoral grega, não podem ser publicadas sondagens nas duas semanas antes da eleição.

## Resultados Oficiais
| Partido                     | Partido                            | Votos                            | %                                | +/-                              | Deputados                        | +/-                              |
| --------------------------- | ---------------------------------- | -------------------------------- | -------------------------------- | -------------------------------- | -------------------------------- | -------------------------------- |
|                             | Nova Democracia                    | 1 192 103                        | 18,85 / 100,00                   | 14,62                            | 108 / 300                        | 17                               |
|                             | SYRIZA                             | 1 061 928                        | 16,79 / 100,00                   | 12,19                            | 52 / 300                         | 39                               |
|                             | PASOK                              | 833 452                          | 13,18 / 100,00                   | 30,74                            | 41 / 300                         | 119                              |
|                             | Gregos Independentes               | 671 324                          | 10,62 / 100,00                   | Novo                             | 33 / 300                         | Novo                             |
|                             | Partido Comunista da Grécia        | 536 105                          | 8,48 / 100,00                    | 0,94                             | 26 / 300                         | 5                                |
|                             | Aurora Dourada                     | 440 966                          | 6,97 / 100,00                    | 6,68                             | 21 / 300                         | 21                               |
|                             | Esquerda Democrática               | 386 384                          | 6,11 / 100,00                    | Novo                             | 19 / 300                         | Novo                             |
| Barreira Eleitoral de 3,00% |                                    |                                  |                                  |                                  |                                  |                                  |
|                             | Verdes Ecologistas                 | 185 485                          | 2,93 / 100,00                    | 0,40                             | 0 / 300                          | Estável                          |
|                             | Concentração Popular Ortodoxa      | 182 925                          | 2,89 / 100,00                    | 2,74                             | 0 / 300                          | 15                               |
|                             | Aliança Democrática                | 161 550                          | 2,55 / 100,00                    | Novo                             | 0 / 300                          | Novo                             |
|                             | Recrear Grécia                     | 135 960                          | 2,15 / 100,00                    | Novo                             | 0 / 300                          | Novo                             |
|                             | Acção-Aliança Liberal              | 114 066                          | 1,80 / 100,00                    | Novo                             | 0 / 300                          | Novo                             |
|                             | Frente da Esquerda Anticapitalista | 75 416                           | 1,19 / 100,00                    | 0,83                             | 0 / 300                          | Estável                          |
|                             | Outros                             | 346 462                          | 5,49 / 100,00                    |                                  | 0 / 300                          |                                  |
| Votos inválidos             | Votos inválidos                    | 152 682                          | 2,36 / 100,00                    | 0,28                             |                                  |                                  |
| Total                       | Total                              | 6 476 818                        | 100,00 / 100,00                  |                                  | 300 / 300                        |                                  |
| Eleitorado/Participação     | Eleitorado/Participação            | 9 945 859                        | 65,12 / 100,00                   | 5,83                             |                                  |                                  |
| Fonte                       | Fonte                              | Ministério do Interior da Grécia | Ministério do Interior da Grécia | Ministério do Interior da Grécia | Ministério do Interior da Grécia | Ministério do Interior da Grécia |